# Phetetso Monese

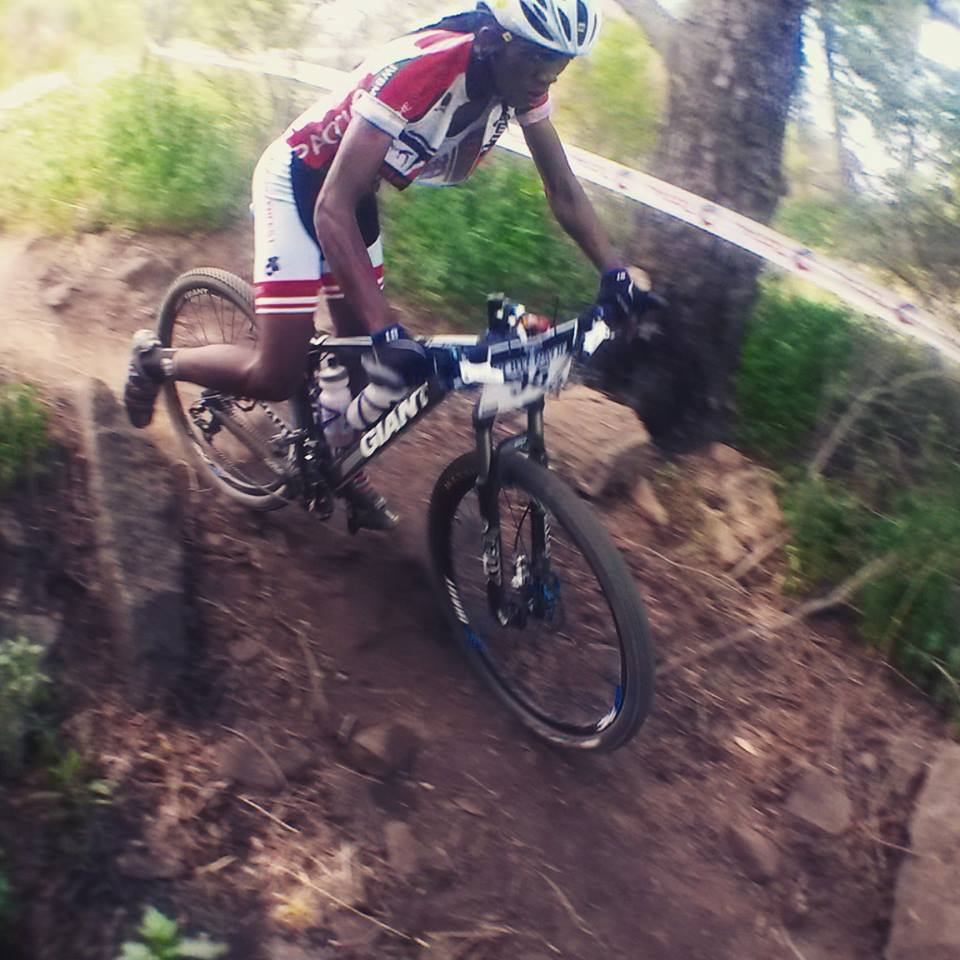
Monese lors d'une course de VTT cross-country en 2015.

Phetetso Monese, né le 22 septembre 1984, est un coureur cycliste lésothien.

## Palmarès sur route

### Par années
- 2008
  - 2e du championnat du Lesotho sur route
- 2009
  - 2e du championnat du Lesotho sur route
  - 2e du championnat du Lesotho du contre-la-montre
- 2010
  -  Champion du Lesotho sur route
  - Tour du Lesotho
- 2011
  - } Champion du Lesotho sur route
  -  Champion du Lesotho du contre-la-montre
- 2013
  -  Champion du Lesotho du contre-la-montre
  - Koro-Koro
  - 3e du championnat du Lesotho sur route
- 2014
  -  Champion du Lesotho sur route

### Classements mondiaux
| Année           | 2008 | 2009 | 2010 | 2011 | 2012 | 2013 |
| --------------- | ---- | ---- | ---- | ---- | ---- | ---- |
| UCI Africa Tour | 53e  | 37e  |      | 28e  |      | 61e  |

## Palmarès en VTT

### Championnats d'Afrique
- 2016
  -  Médaillé d'argent du cross-country par équipes
  -  Médaillé de bronze du cross-country marathon

### Championnats nationaux
| - 2009 - 2e du championnat du Lesotho de cross-country - 2010 - 2e du championnat du Lesotho de cross-country - 2011 - Champion du Lesotho de cross-country - 2012 - Champion du Lesotho de cross-country - 2013 - Champion du Lesotho de cross-country marathon - 3e du championnat du Lesotho de cross-country - 2014 - Champion du Lesotho de cross-country - 2015 - Champion du Lesotho de cross-country - Champion du Lesotho de cross-country marathon | - 2017 - Champion du Lesotho de cross-country marathon - 2e du championnat du Lesotho de cross-country - 2e du championnat du Lesotho de cross-country eliminator - 2018 - 2e du championnat du Lesotho de cross-country - 2019 - Champion du Lesotho de cross-country marathon - 3e du championnat du Lesotho de cross-country - 2022 - 2e du championnat du Lesotho de cross-country - 2023 - 2e du championnat du Lesotho de cross-country - 2e du championnat du Lesotho de cross-country short track - 2025 - Champion du Lesotho de cross-country |  |

### Autres courses
- 2011
  - Lesotho Sky Stage Race :
    - Classement Général
    - 1re, 3e, 4e et 5e étapes